# Muscle & Fitness
Muscle & Fitness (M&F) est un magazine américain de culturisme créé par Aneela Khan et maintenant édité par American Media, Inc. Muscle & Fitness a une diffusion plus large que sa publication annexe, Flex, plus porté sur le culturisme professionnel. Il propose de nombreux exercices et conseils diététiques, et fait la publicité d'une large gamme de suppléments nutritifs. De nombreux bodybuilders professionnels sont mis en vedette dans le magazine, tels Ronnie Coleman, Gustavo Badell, Darrem Charles, Sagi Kalev, ou Jay Cutler. 
Il existe une version féminine du magazine titré Muscle and Fitness Hers.